# Szkolnikowe Rozstaje

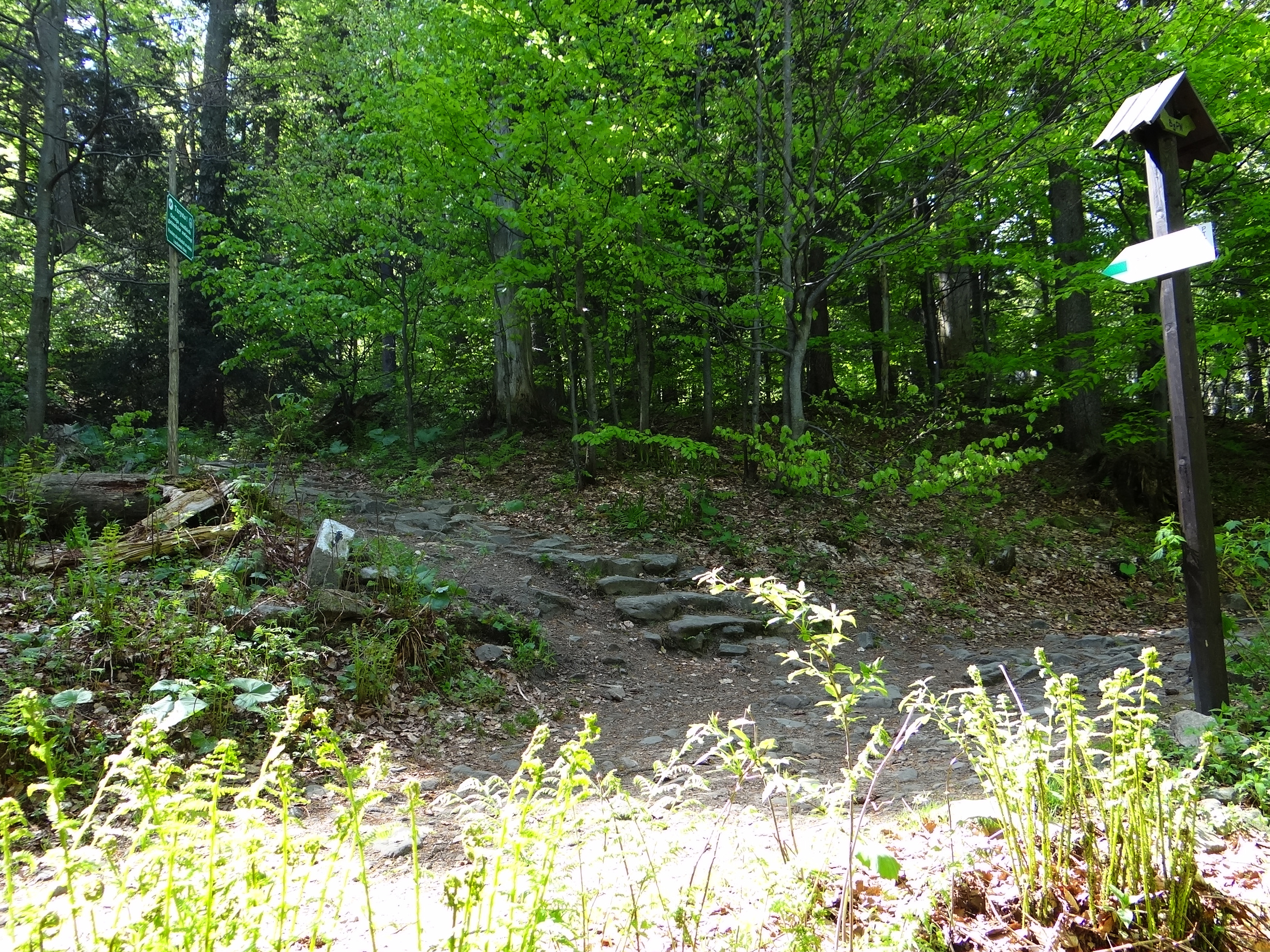
Szkolnikowe Rozstaje

Szkolnikowe Rozstaje – rozdroże szlaków turystycznych na Górnym Płaju w masywie Babiej Góry w Beskidzie Żywiecko-Orawskim. Od Górnego Płaju (szlak niebieski) odbija tutaj szlak zielony (Perć Przyrodników) na Sokolicę. Miejsce to znajduje się w pobliżu polany Krowiarki, na wysokości około 1050 m. Nazwę rozdroża utworzono dla uczczenia Wawrzyńca Szkolnika – babiogórskiego przewodnika turystycznego, znakarza szlaków oraz znanego gawędziarza
Miejsce to znajduje się w Babiogórskim Parku Narodowym, w granicach wsi Zawoja w województwie małopolskim, w powiecie suskim, w gminie Zawoja.

## Szlaki turystyczne
(Górny Płaj): Przełęcz Krowiarki – Mokry Stawek – Szkolnikowe Rozstaje – Skręt Ratowników – schronisko PTTK na Markowych Szczawinach. Czas przejścia 2 h
 (Perć Przyrodników): Szkolnikowe Rozstaje – Sokolica.